# Рождествено (Гороховецкий район)
Рождествено — деревня в Гороховецком районе Владимирской области России, входит в состав Фоминского сельского поселения.

## География
Деревня расположена на берегу речки Виша в 8 км на юго-восток от центра поселения села Фоминки и в 45 км на юго-запад от Гороховца.

## История
В окладных книгах Рязанской епархии 1678 года деревня входила в состав Ростригинского прихода, в ней было 35 дворов крестьянских.
В XIX — первой четверти XX века деревня являлась крупным населённым пунктом в составе Фоминской волости Гороховецкого уезда. В 1859 году в деревне числилось 74 двора, в 1905 году — 114 дворов.
С 1929 года деревня являлась центром Рождественского сельсовета Фоминского района Горьковского края. С 1944 года — в составе Владимирской области, с 1959 года — в составе Гороховецкого района. С 2005 года — в составе Фоминского сельского поселения.

## Население
| 1859 | 1897 | 1905 | 1926 | 2002 | 2010 | 2021 |
| ---- | ---- | ---- | ---- | ---- | ---- | ---- |
| 579  | ↗617 | ↗994 | ↘623 | ↘62  | ↘48  | ↘13  |

## Инфраструктура
В деревне находятся фельдшерско-акушерский пункт, отделение федеральной почтовой связи

## Известные люди
В деревне родился участник Великой Отечественной войны Герой Советского Союза Александр Васильевич Беседин.